# Slag om Albulena
De Slag om Albulena of de Slag van Ujëbardha vond plaats op 2 september 1457. Het werd uitgevochten tussen de Liga van Lezhë en het Ottomaanse Rijk.
Eind mei 1457 zagen de Albanezen een groot Ottomaans leger Albanië naderen. Sultan Mehmet II gaf Isak Bey de leiding gedurende deze missie. Isak Bey was een ervaren commandant die eerder de opstand van de Albanese vorst Gjon Kastrioti in 1430 wist te beëindigen. Ook leidde hij het Beleg van Berat, een veldslag gewonnen door de Ottomanen tegen de Albanezen. In totaal telde het Ottomaanse leger tijdens deze missie tussen de 50.000 en 80.000 soldaten. Mankracht van deze omvang stonden meestal onder bevel van de sultan-zelf, dus geruchten gingen dat Mehmet II de veldslag zelf leidde. De Albanese troepen onder Skanderbeg telden tussen de 8.000 en 10.000 soldaten.
Op 2 september 1457 splitste Skanderbeg het Albanese leger in drie om een Ottomaans kamp aan te vallen. Met enkele van zijn voornaamste compagnons observeerde hij vlak voor de aanval het gebied en zag dat de Ottomanen aan het rusten waren. Skanderbeg besloot de aanval in te zetten en schakelde de Ottomaanse bewakers van het kamp uit; een van hen zag dit gebeuren en alarmeerde het Ottomaanse kamp. Skanderbeg en zijn troepen maakten zich hierna klaar voor de strijd.
De Albanezen stormden het Ottomaanse kamp binnen om Ottomanen aan te vallen. Een reeks tegenaanvallen hield de strijd gaande met een groot vuurgevecht die de Ottomanen naar binnen van het kamp dwong. De Ottomanen werden omsingeld en verloren het gevecht. Tijdens deze missie kwamen 15.000 tot 30.000 Ottomaanse soldaten om en werden 15.000 van hen gevangen genomen.

## Trivia
- De relatief populaire Albanese vrouwennaam Albulena, is een verwijzing naar deze veldslag.

Slagen van Arianit (voor Skanderbeg) · Slag van Torvioll · Eerste Slag van Mokra · Slag van Otonetë · Albanees-Venetiaanse Oorlog · Eerste Slag van Oranik · Beleg van Svetigrad · Eerste Beleg van Krujë · Slag van Modrica · Eerste Slag van Meçad · Eerste Slag van Pollog · Beleg van Berat · Tweede Slag van Oranik · Slag van Ujëbardha · Italiaanse expeditie · Eerste Slag van Mokra · Macedonië-veldtocht (Tweede Slag van Mokra, Tweede Slag van Pollog, Slag van Livad) · Slag van Ohrid · Eerste Slag van Vajkal · Derde Slag van Oranik · Ballaban's veldtocht (Tweede Slag van Vajkal, Slag van Kashari) · Slag van Kumaniv · Tweede Beleg van Krujë · Derde Beleg van Krujë · Vierde Beleg van Krujë (na de dood van Skanderbeg)